# Pont dels Tres Ulls
El Pont dels Tres Ulls (en español puente de los tres ojos) es un tramo del acueducto inacabado Alt de Moncada, situado en el barrio de Trinitat Nova de la ciudad de Barcelona, España. Fue construido en 1910 como parte de la obra hidráulica iniciada en 1893 pero nunca se llegó a utilizar, por lo que fue soterrado en los años 70 para evitar accidentes debido a su altura. Estaba destinado a transportar agua proveniente del acuífero del Besós a través de la Casa de les Aigües de Moncada y Reixach y la Casa del Agua de Trinidad Nova y Trinidad Vella.

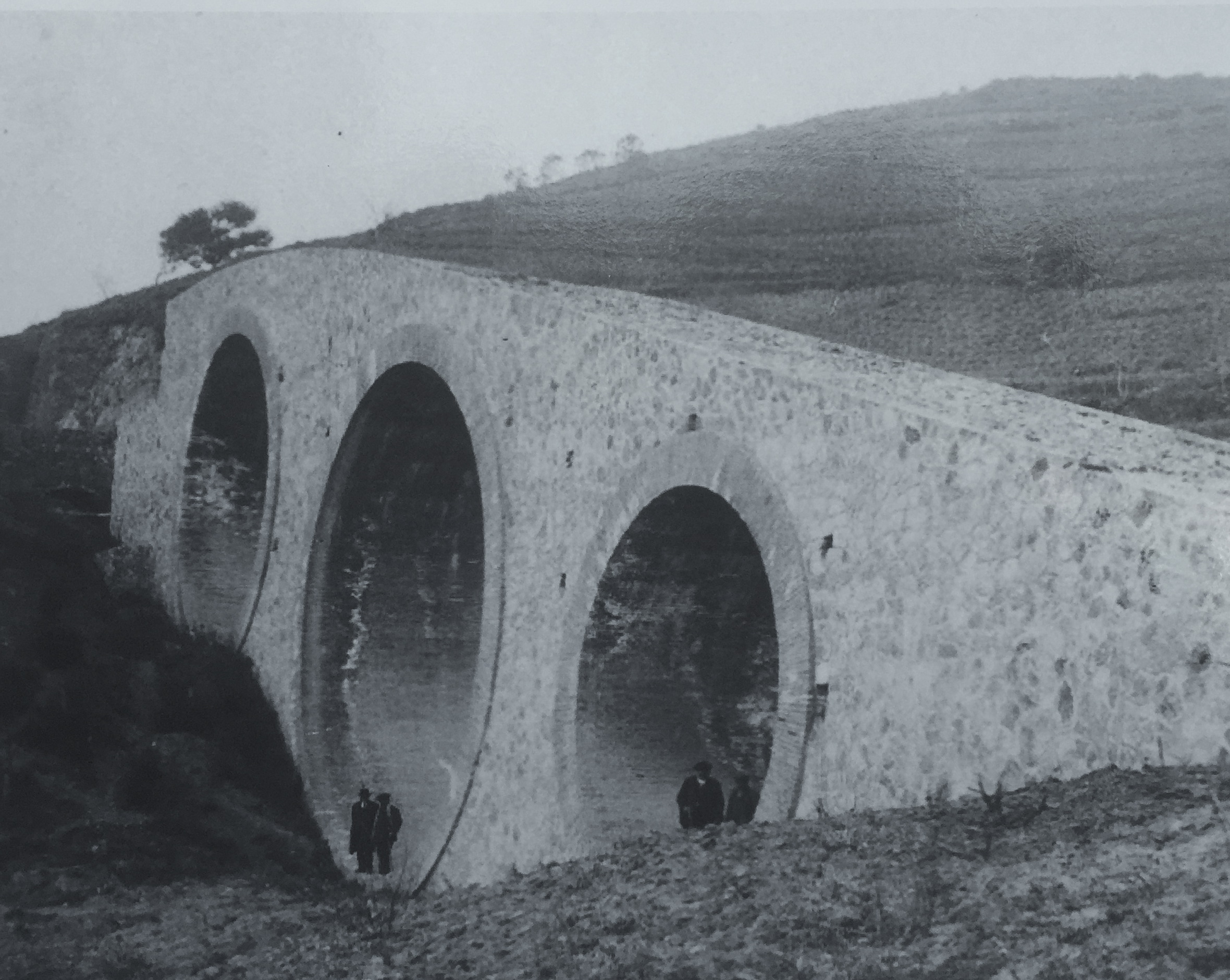
Pont dels Tres Ulls

## Historia
El abastecimiento de agua de la ciudad de Barcelona se ha realizado mediante distintas infraestructuras a lo largo de la historia. El primer acueducto construido para servir a la zona norte de la ciudad, que enviaba agua del caudal del río Besós y de su acuífero a la ciudad de Barcino, fue construido en el siglo I durante la época romana. Posteriormente se construyó la Acequia Condal en el siglo X.
A medida que fue aumentando la población de la ciudad, y después de la epidemia de cólera de 1885, el Ayuntamiento de Barcelona estableció varias medidas para mejorar el caudal y la calidad del abastecimiento de agua, entre ellas aprobó el Proyecto para la unificación y elevación de aguas de Moncada del 29 de enero de 1891. Esta obra fue encargada al arquitecto municipal Pedro Falqués Urpí. Dicho proyecto incluía la modernización de la conexión entre las estaciones de bombeo y almacenamiento de agua de la Casa de les Aigües de Moncada con la ciudad, así como la construcción de la Casa de l'Aigüa de Trinitat Nova y Vella, y un nuevo acueducto (acueducto Alto) que conectaría las estaciones de Trinitat con la calle República Argentina el barrio de Vallcarca hacia la calle Paseo de Gracia en el centro del distrito del Ensanche (en construcción en ese momento).

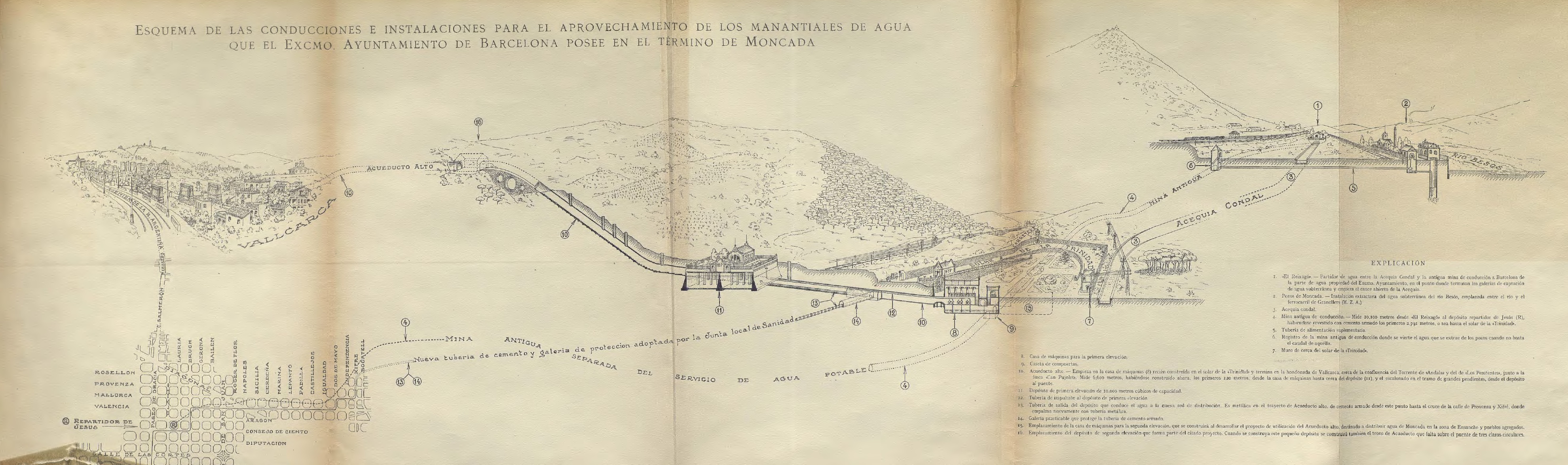
recorrido del agua extraída en Moncada

Una vez construidas las estaciones de Trinidad se proyectó el ramal excavado en la vertiente suroeste de Collserola llamado Alto de Montcada, que tenía que servir para llevar el agua ya almacenada en el depósito de la Casa de l'Aigua de Trinitat Nova a Vallcarca.
Las obras, iniciadas en 1893 con un presupuesto de 1.140.259 millones de pesetas, fueron interrumpidas en diversas ocasiones debido a derechos de paso y propiedad de los terrenos, así como por contenciosos administrativos de los pueblos del llano de Barcelona. Después de la epidemia de tifus de 1914 se construyó el último tramo de canalización que llegó unos 360 metros por encima de la estación elevada de la Casa de l'Aigua de Trinitat Nova, hasta el Pont dels Tres Ulls. El puente se construyó en 1910 para que la canalización de agua pudiera ser instalada encima y así salvar una torrentera que se encontraba durante su recorrido hacia el segundo depósito, que no se llegó a construir debido a que el caudal que se recaudaba del  Besós resultó insuficiente.
En el año 2015, impulsado por el Archivo Histórico de Roquetes-Nou Barris, el Ayuntamiento de Barcelona geolocalizó este tramo de acueducto y lo desenterró parcialmente como parte del proyecto de recuperación de la zona, todavía paralizado en 2024.

## Estructura
La estructura, en gran parte bajo tierra, tiene unos 40 metros de longitud, 5'8 metros de anchura y 13 de altura. Contiene tres grandes orificios circulares de 8, 10 y 6 metros de diámetro diseñados para que el agua de la torrentera pasara a través.
Para su construcción fueron necesarios 414,610 metros cúbicos de ladrillo, 2.290,374 metros cúbicos de mampostería y 1.669,864 metros cúbicos de excavación. Su coste total fue de 49.606.77 pesetas. El material de construcción fue transportado desde la Casa del Agua por el interior del túnel del acueducto mediante un pequeño ferrocarril Decauville con una locomotora de vapor.